# Горохов, Алексей Николаевич
Алексе́й Никола́евич Горо́хов (укр. Олексій Миколайович Горохов; 11 февраля 1927, Москва — 3 февраля 1999) — русско-украинский скрипач и музыкальный педагог, профессор Киевской консерватории, лауреат международных конкурсов, заслуженный деятель искусств Украинской ССР.

## Биография
Алексей Горохов окончил Московскую консерваторию как скрипач по классу Льва Цейтлина и Абрама Ямпольского в 1949 году. Кроме того он также окончил консерваторию как музыковед. После окончания консерватории Горохов принял участие в ряде международных конкурсов и стал лауреатом конкурсов Прага (1949) 1-я премия;Лауреат 2-го Международного фестиваля молодежи Будапешт (1949) 3-я премия; Лейпциг конкурс имени Баха (1950) 2-я премия ;Брюссель конкурс имени королевы Елизаветы (1951) 5-я премия. В этот период он гастролировал по Советскому Союзу и в различных странах Европы.
В 1957 году Алексей Горохов переехал в Киев, где стал преподавать в Киевской консерватории. Он преподавал в консерватории до конца своей жизни. Среди учеников Горохова скрипач и дирижёр, народный артист Украины Игорь Андриевский, солист Национальной филармонии Украины, заслуженный артист Украины Герман Сафонов, доцент Национальной музыкальной академии им. П.И. Чайковского Нина Сиваченко.
За свою более чем пятидесятилетнюю исполнительскую карьеру Горохов сделал большое количество аудиозаписей. В его обширной дискографии выделяется запись цикла всех шести скрипичных концертов Никколо Паганини. До Горохова все концерты Паганини записал лишь итальянский скрипач Сальваторе Аккардо.
Алексею Горохову посвящён ряд произведений украинских композиторов, в том числе Андрея Штогаренко, Виталия Кирейко и Николай Дремлюги.

## Награды и звания
- Лауреат II премии международного конкурса имени Иоганна Себастьяна Баха (Лейпциг, 1950)
- Лауреат II премии Международного конкурса скрипачей (Прага, 1950)
- Лауреат V премии международного конкурса имени королевы Елизаветы (Брюссель, 1951)[1]
- Заслуженный деятель искусств Украинской ССР